# Wenona, Illinois
Wenona là một thành phố thuộc quận Marshall, tiểu bang Illinois, Hoa Kỳ. Năm 2010, dân số của thành phố này là 1056 người.

## Dân số
Dân số qua các năm:
- Năm 2000: 1065 người.
- Năm 2010: 1056 người.